# Tricolia affinis
Tricolia affinis är en snäckart som först beskrevs av C. B. Adams 1850.  Tricolia affinis ingår i släktet Tricolia och familjen Tricoliidae.

## Underarter
Arten delas in i följande underarter:
- T. a. affinis
- T. a. pterocladia